# Indochinesische Waldratte
Die Indochinesische Waldratte (Rattus andamanensis) ist ein der Hausratte sehr ähnlicher Vertreter dieser Gattung in Bergregenwäldern Südostasiens. Diese Art wird häufig noch als R. sikkimensis (Musser & Newcomb, 1983) bzw. R. remotus (Robinson & Kloss, 1914; z. B. auf Ko Samui) beschrieben. Über ihre Ökologie ist sehr wenig bekannt und sie wird nicht als Schädling beschrieben.

## Merkmale
Die Indochinesische Waldratte ist eine relativ große Ratte mit einer Kopf-Rumpf-Länge von 12,8 bis 18,5 Zentimeter und einer Schwanzlänge von 17,5 bis 22,2 Zentimeter bei einem Gewicht von 12 bis 155 Gramm. Das lange und dicke Rückenfell ist in verschiedenen Braunschattierungen gefärbt und besteht aus einer Mischung as braun- und schwarzspitzigen Haaren mit einzelnen langen schwarzen Haaren entlang dem größten Teil der Mittellinie. Damit unterscheidet sie sich von anderen Rattenarten, bei denen sich schwarze Haare maximal im Bereich des Abdomens befinden. Das Bauchfell weiß bis beige und sehr scharf vom Rückenfell abgesetzt, einzelne Haarbereiche bilden durch ihre graue Haaransätze hellgraue Flecken. Der Schwanz ist länger als der restliche Körper, er ist einfarbig dunkelbraun gefärbt. Die Füße sind auf der Oberseite dunkelbraun. Die Hinterfüße erreichen eine Länge von 32 bis 34 Millimeter, die Ohren eine Länge von 20 bis 25 Millimeter.
Der Schädel ist kräftig gebaut und besitzt eine breite Schnauzenregion, jedoch eine vergleichsweise kleine Paukenblase. Die Mahlzähne sind groß und kräftig.

## Verbreitung
Diese Ratte kommt in südostasiatischen Hochlandgebieten vor. Das Verbreitungsgebiet erstreckt sich von Nepal im Westen über Bhutan, die nordostindischen Regionen Sikkim, Westbengalen, Arunachal Pradesh, Nagaland und Meghalaya sowie die Südchinesischen (Provinzen Yúnnán, Guǎngxī, Fújiàn und die Inseln Hainan und Hongkong) bis zum südchinesischen Meer im Osten. Es reicht weiter nach Süden über Zentral- und Nordburma, Vietnam, Laos, Thailand und Kambodscha. Des Weiteren kommt diese Art auf einigen Inseln (Ko Tao, Ko Pha-ngan, Ko Samui und Ko Kra) im Golf von Thailand sowie den Andamanen und Nikobaren vor.

### Habitat
Die Indochinesische Waldratte lebt in immergrünen Bergregenwäldern, kommt bisweilen aber auch in der Nähe menschlicher Siedlungen, beispielsweise in Bambushainen und Gärten, vor. Sie dringt nicht bis in Gebäude ein.

## Systematik
Die Indochinesische Waldratte wird als eigenständige Art innerhalb der Ratten (Gattung Rattus) und dort mit der Hausratte (Rattus rattus) und anderen Arten in die rattus-Gruppe eingeordnet. Die wissenschaftliche Erstbeschreibung stammt von Edward Blyth aus dem Jahr 1827.

## Gefährdung und Schutz
Die Art wird von der International Union for Conservation of Nature and Natural Resources (IUCN) aufgrund des großen Verbreitungsgebiets und der hohen Bestandszahlen sowie der guten Anpassungsfähigkeit an Lebensraumveränderungen als nicht gefährdet („least concern“) eingestuft. Bedrohungen für die Bestände sind nicht bekannt.

## Belege
1. 1 2  Indochinese Forest Rat. In: Andrew T. Smith, Yan Xie (Hrsg.): A Guide to the Mammals of China. 2008, S. 272.
2. 1 2   Rattus andamanensis (Memento des Originals vom 5. November 2013 im Internet Archive)  Info: Der Archivlink wurde automatisch eingesetzt und noch nicht geprüft. Bitte prüfe Original- und Archivlink gemäß Anleitung und entferne dann diesen Hinweis.. In: Don E. Wilson, DeeAnn M. Reeder (Hrsg.): Mammal Species of the World. Band 2. 3. Auflage. 2005.
3. ↑  Rattus andamanensis in der Roten Liste gefährdeter Arten der IUCN 2012.2. Eingestellt von: K. Aplin, A. Frost, S. Chakraborty, S. Molur, P.O. Nameer, 2008. Abgerufen am 1. April 2013.